# Bodio
Bodio é uma comuna da Suíça, no Cantão Tessino, com cerca de 1.112 habitantes. Estende-se por uma área de 6,4 km², de densidade populacional de 174 hab/km². Confina com as seguintes comunas: Giornico, Personico, Pollegio, Semione, Sobrio.
A língua oficial nesta comuna é o Italiano.